# Csalóka Péter
Csalóka Péter székely mesehős  aki a szegények megvalósulatlan álmait testesíti meg és a róla elnevezett reális mese a magyar néprajz része. Története alapján az igen furfangos fiú túljár többször is a gonosz bíró eszén, akit a mese végén a nép egyszerűen elzavar vagy színházi művekben egyszerűen kihajítják a színről.

## Története
A mese eredetileg népmeseként élt, de besorolását tekintve népszerű reális vagy realisztikus mesének kategorizálható. Szegények természetes vágyódását a gazdagságra testesíti meg. Ehhez a történetben mást nem is képzelnek el, mint egy éles eszű vékonyka fiút, aki a kövér, rátarti, kapzsi, gőgös és nagyon ostoba bírót rendszeresen átveri. Péter családi nevét is ezért kapja, hiszen csalóka körülötte minden. Elsőnek rászedi a bírót és eladja a lovát, melyet úgy tüntet fel, mintha a mocsárba fulladt volna. Innentől kezdve a szerencsétlen bírónak nincs megállás, hiszen egy csalássorozat keretében megkopasztják és ellehetetlenítik. Péter trükkje, hogy furfangosan úgy tünteti fel dolgait, mintha csodákra lennének képesek, így a sapkája, a főző üstje, pedig valójában csak közönséges dolgok, amelyekkel csak az együgyű, buta bírót képes megtéveszteni és ráadásul ezzel ki is csal tőle komoly összegeket. A mese végén a fiú bizonyítva rátermettségét a nép elzavarja a lóvá tett bírót és Pétert választják meg helyette.

## A történet feldolgozásai
A történetet többen  feldolgozták így 
- Weöres Sándor (1950-ben írt Csalóka Péter című bábjátékának szövegére építve készítette el Szokolay Sándor azonos című gyermekoperáját; a zenés mesejátékot nemcsak színházakban, hanem 1979-ben a Magyar Televízióban is bemutatták Horváth Ádám rendezésében[3])
- Kolozsvári Grandpierre Emil
- Németh Ervin.

Több magyar nyelvű színház is színpadra állította a művet gyermekdarabként illetve bábjátékként is.

## Külső hivatkozás
- Csalóka Péter (magyar nyelven). Szegedi piaristák. (Hozzáférés: 2010. november 28.)